# 托夫蒂尔
托夫蒂尔是法罗群岛东岛上内斯市镇里的村庄。2021年1月时人口数量为900人。它是东岛一个峡湾东岸10公里长村庄链上的村庄之一。村内最高山峰海拔为129米。内斯市镇是法罗群岛中唯一没有超过200米高的山峰的地区。
托夫蒂尔湖在1980年代成为了法罗群岛上第一个自然保护区。2006年，内斯市镇和邻近的鲁纳维克市镇合作，一起加入了北欧国家地方政府合作网络来阻挡当地的生物多样性的衰退。